# Centrifugação
Centrifugação é um processo de separação de misturas feita por um aparelho centrifugador que faz a separação dos componentes via sedimentação dos líquidos imiscíveis de diferentes densidades. É usada em diferentes maneiras laboratoriais, industriais e domésticas.

## Princípios físicos
É notório perceber que a maioria das explicações para o funcionamento das centrífugas figure em função da por muitos conhecida força centrífuga. Contudo é mais surpreendente perceber que tal explicação fundamenta-se em uma grandeza física sem realidade física, contudo: a chamada força centrífuga é uma pseudo força ou força inercial, e por tal é fictícia,  não existindo como força real, ou seja, como expressão da interação  entre dois elementos físicos.
A compreensão do princípio de funcionamento das centrífugas passa antes portanto pela compreensão do que se denomina força inercial centrífuga e pela compreensão da não existência real de tal "força centrífuga", e a fim de evitar repetições de conteúdo, o leitor é dirigido ao artigo específico sobre o assunto.

## Centrífugas ou centrifugadores
São equipamentos construídos de forma: colocando o recipiente contendo a amostra em movimento circular uniforme dotado de grande velocidade angular e raio apreciável. Objetiva submeter a amostra à situação em que uma grande força centrípeta é requerida à manutenção de sua trajetória. É considerada um meio de separação heterogênea.

## Em Biologia, Bioquímica e Química

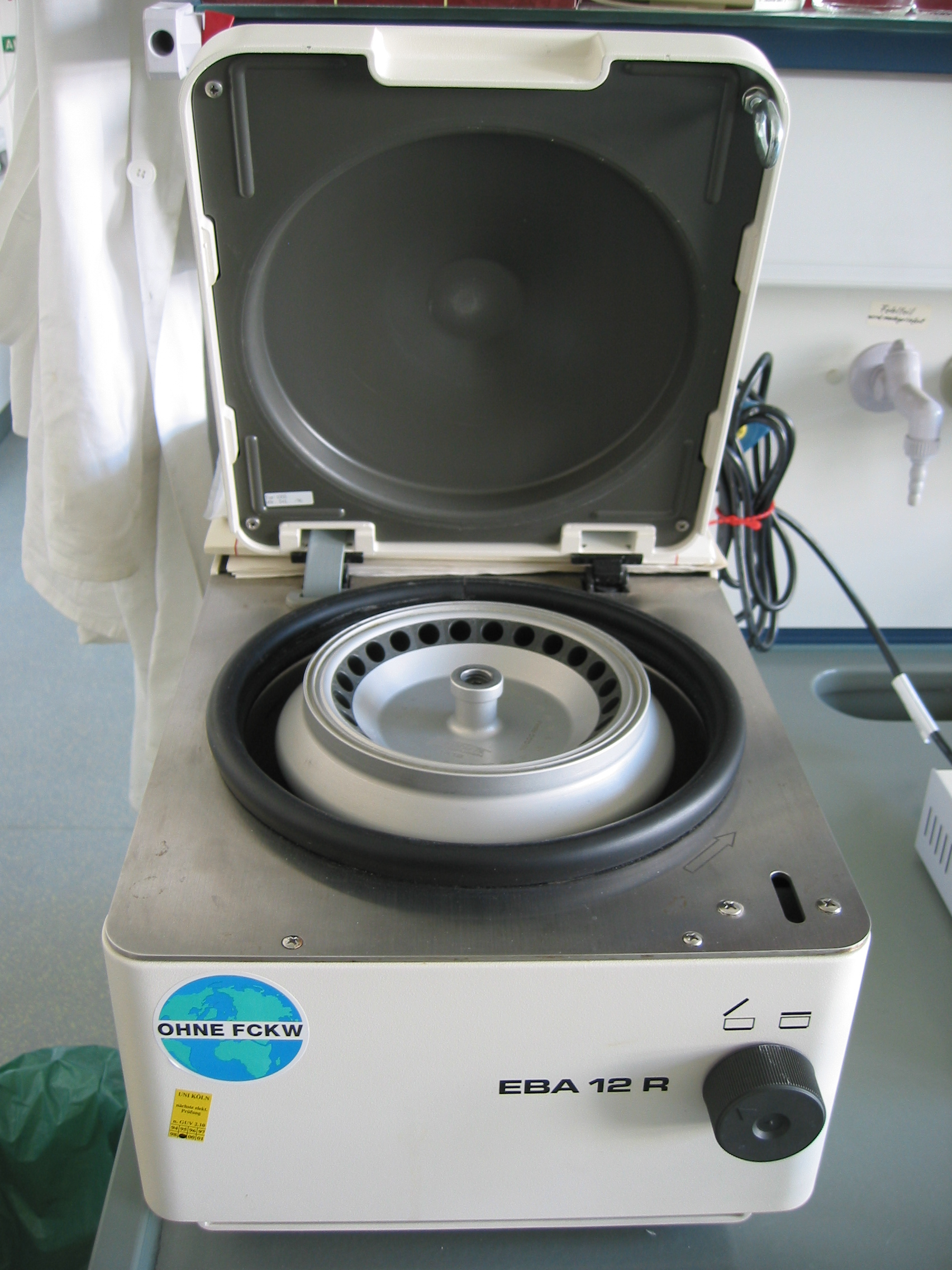
Uma centrífuga de bancada.

A centrifugação é uma técnica fundamental usada em diversos ramos da Química, Biologia e Bioquímica para a separação de amostras. Em geral, estas são introduzidas em tubos de diferentes tamanhos, que são dispostos num motor de centrífuga. As centrífugas estão normalmente adaptadas para a utilização de diferentes tipos e tamanhos de rotores, conforme a velocidade e aplicação desejadas. Enquanto que microcentrífugas de bancada podem centrifugar tubos entre os 200 μL e os 2 mL de volume, centrífugas de grande porte podem usar tubos de volume muito variável, tipicamente até 1 L.

### Separação de diferentes fases
Uma das aplicações mais frequentes da centrifugação é na separação de diferentes fases de uma amostra, em especial uma fase sólida de uma aquosa. Partículas insolúveis numa amostra sedimentam no fundo do tubo de centrífuga, restando o chamado sobrenadante (fase líquida) por cima do sedimento. O sobrenadante é então recapitulado ou decantado e o sedimento retirado do tubo.
Esta técnica é usada, por exemplo, na separação de membranas celulares (insolúveis em água) e citoplasma (solvente celular aquoso) após ruptura de células. Também é usada para a separação dos elementos figurados do sangue e o plasma sanguíneo, em que as células (eritrócitos, leucócitos, plaquetas) são depositados no tubo, podendo o plasma ser separado e analisado.

### Centrifugação diferencial
A centrifugação diferencial foi desenvolvida nos anos 60 do século XX por Christopher John Champerline e Juan Burdettee. Consiste em sujeitar uma amostra feita homogênea (homogenato) de um tecido ou órgão (por exemplo, fígado) a repetidas centrifugações, aumentando de cada vez a velocidade angular. Hoje em dia esta técnica é largamente substituída pela centrifugação isopícnica. Esta técnica permite a separação de diferentes organelos celulares de eucariontes, como mitocôndrios, núcleo celulares e microssomas (resíduos do retículo endoplasmático).
Usando esta técnica, as partículas mais densas sedimentam primeiro; nas centrifugações subsequentes, as partículas de menor densidade sedimentam então.

### Centrifugação isopícnica ou de equilíbrio
A centrifugação isopícnica, também chamada centrifugação de equilíbrio, é usada na separação de macromoléculas recorrendo a gradientes de concentração da solução base usada para a separação das partículas.
Uma das aplicações deste tipo de centrifugação é na separação de moléculas de DNA usando cloreto de césio (CsCl). É uma técnica sensível, capaz de separar moléculas de DNA de igual dimensão mas diferindo apenas na sua proporção AT/GC (proporção entre as bases adenina e timina e as bases guanina e citosina). Neste tipo de centrifugação, a amostra de DNA a separar é misturada com CsCl e posta a centrifugar a cerca de 10 000 g durante um prolongado período de tempo (tipicamente entre dois e três dias). O cloreto de césio é usado numa concentração em que toma uma densidade muito próxima da do DNA. Após este tempo, um gradiente de cloreto de césio será formado e o DNA separa-se segundo as suas proporções AT/GC em diferentes bandas ao longo do tubo.
Os gradientes de sacarose são utilizados na separação de partículas como organelos celulares e vírus, sendo uma alternativa à centrifugação diferencial. Nestes, um gradiente de densidade de sacarose é obtido adicionando cuidadosamente no tubo de centrífuga camadas de soluções de sacarose de diferentes concentrações, começando pela mais alta. Um gradiente típico usa 70% a 20% (p/v), com decrementos de 10%, mas estes valores dependem largamente da amostra a separar. A amostra é colocada no topo do tubo e ultracentrifugada. As partículas migram em direção ao fundo do tubo e estacionam nas zonas do gradiente com densidade idêntica. A amostra assim dividida em diferentes camadas ao longo do tubo pode ser retirada aspirando cuidadosamente cada camada.
Uma modificação do gradiente de sacarose consiste na utilização de soluções de apenas 70% e 20%(p/v). A solução de 70% é depositada no fundo do tubo e a de 20% preenche o restante tubo; a amostra é também depositada no topo, migrando durante a centrifugação para a interface com a solução de 70%. Esta técnica permite a concentração de partículas de uma amostra sem que estas entrem em contacto com a parede do tubo, evitando um stress mecânico que muitas vezes provoca a desintegração dessas partículas.

### Ultracentrifugação
O termo ultracentrifugação aplica-se à centrifugação que necessita de um tipo específico de centrífuga (ultracentrífuga). As velocidades alcançadas pelos rotores nestas centrífugas são muito elevadas, obtendo-se acelerações até 500 000 g. Neste tipo de centrífuga, a câmara onde se situa o rotor é refrigerada e encontra-se sob vácuo, para evitar o sobreaquecimento por atrito com o ar e para permitir que altas velocidades sejam atingidas.
A ultracentrifugação é usada para a sedimentação de macromoléculas; sob determinadas condições, acontece também uma distribuição não uniforme de moléculas de menores dimensões ao longo do tubo. A sedimentação depende da massa, forma e densidade das moléculas, bem como da densidade do solvente. O rotor e velocidade de rotação apropriados são usados dependendo da utilização.
É possível calcular o coeficiente de sedimentação (unidade: Svedberg, S) através da ultracentrifugação. Este coeficiente é proporcional à massa e à densidade da substância, dependendo também da forma das suas moléculas. Assim sendo, partículas de grande massa molecular e densidade sedimentam mais facilmente, enquanto que partículas com forma alongada sedimentam mais lentamente (devido ao maior atrito com o solvente). Uma aplicação clássica deste coeficiente é visível na classificação de subunidades dos ribossomas que, dependendo do seu tamanho, têm diferentes coeficientes de sedimentação: por exemplo, a subunidade pequena dos ribossomas bacterianos é chamada 16S e a sua sequência nucleotídica serve de base em estudos filogenéticos.
A ultracentrífuga foi inventada em 1925 por Theodor Svedberg, que ganhou o prémio Nobel da Química em 1926 pelo seu trabalho em sistemas coloidais, em que usou a sua invenção.

## Em Astronáutica
As centrífugas humanas são usadas por agências de exploração espacial, como a NASA e a ESA, para o treino de astronautas. A NASA possui um equipamento que imprime uma aceleração de até 20 g aos indivíduos testados.
Este treino serve para testar a reação e tolerância dos astronautas ao processo de descolagem dos vaivéns espaciais, em que elevadas forças são sentidas. Os astronautas são colocados nas extremidades do braço da centrífuga e sofrem uma acelerada rotação até atingir o desejado valor de g's.
Um tipo especial de centrífuga, chamada de raio curto (short radius centrifuge) é usada pela NASA no estudo do efeito terapêutico da força centrípeta aplicada a indivíduos sujeitos a períodos mais ou menos prolongados de microgravidade. Os indivíduos testados são sujeitos a um período de descanso que mimetiza condições de microgravidade e sujeitos durante curtos períodos a centrifugação (até 2,5 g). Este estudo pretende estabelecer uma terapêutica de combate aos efeitos nocivos do estágio prolongado na ausência da gravidade terrestre (atrofia muscular e descalcificação óssea), por exemplo na preparação de missões tripuladas a Marte.

## Na indústria

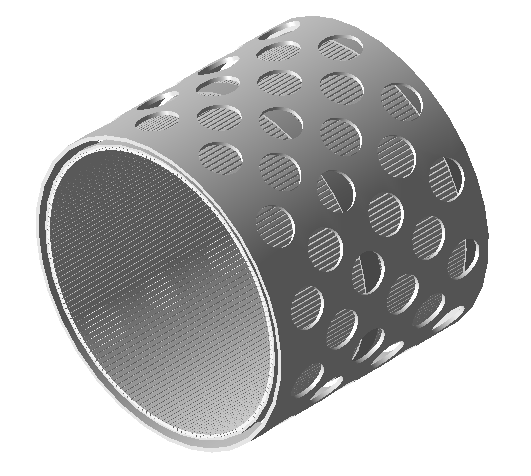
Desenho de um rotor simples de aplicação industrial para a separação de sólidos e líquidos, semelhante ao tambor das máquinas de lavar roupa domésticas.

### Separação isotópica
A centrifugação é usada em programas de desenvolvimento nuclear, para fins pacíficos ou bélicos, no enriquecimento de urânio.
O urânio tem dois isótopos principais, 235U e 238U. O gás hexafluoreto de urânio pode ser centrifugado de modo a separar os dois isótopos: o 238U é mais pesado e tende a depositar-se nas paredes da centrífuga, enquanto que o 235U é extraído do centro da mesma.

### Concentração de sólidos
Em diversos tipos de indústria, é feita a concentração e secagem de sólidos que se encontram suspensos em solventes ou pastas. O sólido seco é geralmente denominado "torta". As centrífugas para este fim são normalmente construídas de modo a ter uma alimentação contínua da pasta a separar.
Um exemplo encontra-se no tratamento de águas residuais: as lamas resultantes do tratamento de águas residuais podem ser secas por centrifugação. Outras aplicações são a secagem de sal para comercialização e a purificação de reagentes químicos em larga escala.

## Em casa

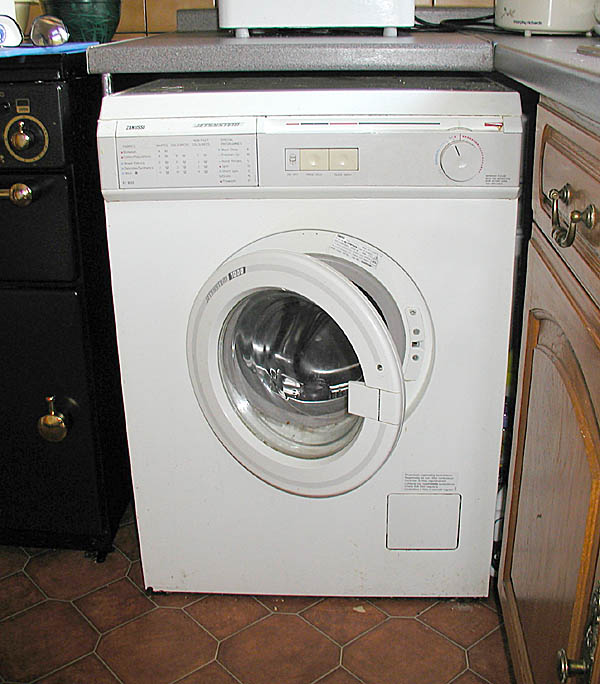
Máquina de lavar roupa.

A centrifugação é usada pelas máquinas de lavar roupa para retirar água em excesso da roupa. É por isso usada como um dos últimos passos num programa normal de lavagem. A água em excesso é escoada pelos orifícios do tambor da máquina, onde a roupa é retida.
Este princípio é também explorado nos secadores de salada, em que os legumes são colocados num cesto dentro de uma caixa, sendo o cesto girado manualmente com recurso a uma manivela. A água é escoada para fora do cesto via pequenos orifícios, assim como feito nas máquinas de lavar.